# مياس (اسم)
مياس هو اسم علم مذكر من أصل عربي، ومعناه هو المتمايل المتبختر، والأسد المتبختر، والذئب.

## وصلات خارجية
- موسوعة السلطان قابوس لأسماء العرب